# Pád Trapezuntu
Dobytí Trapezuntu Osmanskou říší sultána Mehmeda II. proběhlo 14. září 1460 – 15. srpna 1461. Trapezunt (dnes Trabzon) na pobřeží Černého moře bylo hlavním městem Trapezuntského císařství, nástupnického státu zaniklé Byzantské říše (dobytí Konstantinopole proběhlo roku 1453), což z něj činilo takého přímého dědice starověké Římské říše. Trapezuntský císař David Megas Komnenos byl potomkem někdejší byzantské dynastie Komnenovců. Někteří historici proto považují rok dobytí Trapezuntu (1461) za datum definitivního zániku odkazu Římské říše, přestože Trapezuntské císařství bylo jen nepatrným stínem kdysi mocného impéria. Tísnilo se na malém území severního pobřeží Malé Asie a okrajově také Krymu. Císařové dávali přednost obchodu s italskými republikami Janovem a Benátkami, ale na konci 14. století a zejména po rozpadu Tamerlánovy říše začalo císařství ztrácet svou významnou obchodní pozici. Po dobytí Konstantinopole roku 1453 bylo jasné, že bude jen otázkou času, kdy také ostatní státy v regionu padnou do rukou osmanského sultána.

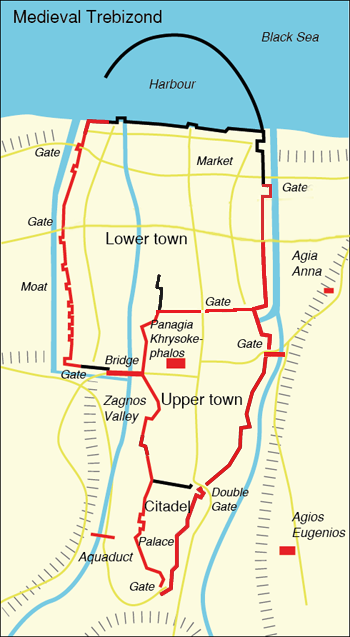
Trapezunt

V roce 1437 cestovatel Pero Tifur zaznamenal, že Trapezunt disponuje armádou o síle jen zhruba 4 000 mužů. Sultán Mehmed II. napadl město z okolních kopců a po měsíčním obléhání v létě roku 1461 Trapezunt dobyl.
Poslední trapezuntský císař byl zajat Osmanskými Turky a odveden i s rodinou do Adrianopole, kde mu jakožto vznešenému zajatci byla přidělena usedlost se statky v údolí řeky Strumy. Panovala však osmanská obava z Davidova vlivu na řecké obyvatelstvo a později roku 1463 byl proto i se svými syny popraven.
V červenci roku 2013 byl David kanonizován pravoslavnou církví.